# André Génovès
André Génovès est un réalisateur et un producteur de cinéma français, né le 13 février 1941 à Meknès et mort le 1er février 2012 au Chesnay.

## Biographie

### Carrière
Après avoir tenté d'entreprendre une carrière de comédien, il renonce à son projet pour se lancer dans l'immobilier. Il exerce cette activité pendant trois ans et fonde sa maison de production : il produit alors le premier film de Nadine Trintignant, Mon amour, mon amour (sélectionné pour le Festival de Cannes 1967).
À partir de 1967 et jusqu'à 1975, il est le producteur de nombreux films de Claude Chabrol. Leur première collaboration (La Route de Corinthe) se solde par un sévère échec commercial. Les deux hommes n'en continuent pas moins à travailler ensemble. Avec Génovès, Chabrol signe certains de ses films les plus connus, notamment Que la bête meure, Juste avant la nuit, Le Boucher et Les Noces rouges.
André Génovès est aussi le producteur de Mado de Claude Sautet et de certains films de Michel Audiard (Elle cause plus... elle flingue, Bons baisers... à lundi). Il donne sa première chance à la romancière Catherine Breillat, qui passe à la réalisation avec Une vraie jeune fille, adaptation de son roman. Il produit également Barocco, film d'André Téchiné avec Isabelle Adjani et Gérard Depardieu, alors en début de carrière.
Au cours des années, Génovès produit aussi un certain nombre de films « adultes » comme Émilienne de Guy Casaril ou Néa de Nelly Kaplan. Génovès a également réalisé deux longs métrages : une comédie égrillarde intitulée Les Folies d'Élodie, dans laquelle il tient d'ailleurs un rôle, ainsi qu'un film biographique, Mesrine, consacré au célèbre truand et généralement considéré comme raté.

### Mort
Il meurt le 1er février 2012 au Chesnay (Yvelines), à l'âge de 70 ans, d'une hémorragie cérébrale. Ses obsèques se tiennent dans l'après-midi du 6 février 2012 en l'église de Thoiry, dans le même département.

## Filmographie

### Producteur
- 1967 : Mon amour, mon amour de Nadine Trintignant
- 1967 : La Route de Corinthe de Claude Chabrol
- 1968 : Les Biches de Claude Chabrol
- 1968 : Flammes sur l'Adriatique d'Alexandre Astruc
- 1969 : La Femme infidèle de Claude Chabrol
- 1969 : La Femme écarlate de Jean Valère
- 1969 : Que la bête meure de Claude Chabrol
- 1970 : Le Boucher de Claude Chabrol
- 1970 : Rêves érotiques (Amour) de Gabriel Axel
- 1970 : Les Novices de Guy Casaril
- 1970 : La Rupture de Claude Chabrol
- 1971 : Juste avant la nuit de Claude Chabrol
- 1971 : La Décade prodigieuse de Claude Chabrol
- 1972 : Docteur Popaul de Claude Chabrol
- 1972 : Elle cause plus... elle flingue de Michel Audiard
- 1973 : Les Noces rouges de Claude Chabrol
- 1973 : Les Amazones (Le guerriere dal seno nudo) de Terence Young
- 1974 : Nada de Claude Chabrol
- 1974 : La Gueule ouverte de Maurice Pialat
- 1974 : OK patron de Claude Vital
- 1974 : Cinq Femmes pour l'assassin (Cinque donne per l'assassino) de Stelvio Massi
- 1974 : La Race des seigneurs de Pierre Granier-Deferre
- 1974 : Le Cri du cœur de Claude Lallemand
- 1974 : Vive la France de Michel Audiard (documentaire)
- 1974 : Les murs ont des oreilles de Jean Girault
- 1974 : Bons baisers... à lundi de Michel Audiard
- 1975 : Femmes vicieuses de Georges Cachoux
- 1975 : Une partie de plaisir de Claude Chabrol
- 1975 : Les Innocents aux mains sales de Claude Chabrol
- 1975 : Émilienne de Guy Casaril
- 1976 : Une vraie jeune fille de Catherine Breillat
- 1976 : Néa de Nelly Kaplan
- 1976 : Mado de Claude Sautet
- 1976 : Barocco de André Téchiné
- 1977 : Alibis de Pierre Rissient
- 1978 : Plein les poches pour pas un rond de Daniel Daert
- 1981 : Les Folies d'Élodie de lui-même

### Réalisateur
- 1981 : Les Folies d'Élodie
- 1984 : Mesrine